# Claire Hutton
Claire Hutton, född den 11 januari 2006 i Bethlehem, är en amerikansk fotbollsspelare.

## Biografi
Claire Hutton inledde sin seniorkarriär i Kansas City Current år 2024. Hon har även representerat det amerikanska damlandslaget där hon debuterade 2025.